# Mateusz Wichary
Mateusz Wichary (ur. 5 sierpnia 1976 we Wrocławiu) – polski pastor i teolog baptystyczny, były przewodniczący Rady (zwierzchnik) Kościoła Chrześcijan Baptystów w RP oraz były przewodniczący Aliansu Ewangelicznego w RP.

## Życiorys

### Młodość
Wychował się w domu nominalnie katolickim. Matka posyłała młodego Mateusza na religię do szkoły, zaś sama nie była praktykująca, gdyż „pochodziła z pokolenia dzieci kwiatów” i przejawiała „życzliwy stosunek” do religii, ale nie przekładał się on na jej praktykę pobożnościową. Natomiast ojciec młodego Mateusza był agnostykiem. Ze względu na poglądy religijne ojca i tylko deklaratywną wiarę matki został ochrzczony w Kościele katolickim dopiero w wieku 3 lat.
Jako dziecko odczuwał potrzebę uczęszczania na religię do katolickiej salki parafialnej, do której został zapisany w drugiej klasie szkoły podstawowej. Przez następnie 4–5 lat uczęszczał (niezbyt często) na cotygodniową mszę świętą. Jednak z czasem zaczął oddalać się od Kościoła katolickiego. Jak to określił na swoim blogu, przyjął bierzmowanie „z ulicy”.
Naukę religii i związki z Kościołem przerwał definitywnie w liceum. Uczęszczał do III Liceum Ogólnokształcącego im. Adama Mickiewicza we Wrocławiu (klasa humanistyczno-teatralna), gdzie trafił na  klasę, która nie stroniła od imprez. Nawrócił się za sprawą byłej dziewczyny, która ponownie przybliżyła go do Boga. Nakłoniła go do udziału w spotkaniach młodzieżowej grupy baptystów. Wówczas Mateusz zaczął intensywnie czytać Biblię, a po kilku spotkaniach zawierzył życie Jezusowi. Niedługo potem przyjął chrzest przez zanurzenie, co na dobre ugruntowało jego więzy z Kościołem baptystycznym (choć działał również w szkolnej grupie ekumenicznej, w której przeważali katolicy). Po maturze postanowił podjąć studia teologiczne w celu zostania pastorem.

### Wykształcenie wyższe
Absolwent Biblijnego Seminarium Teologicznego we Wrocławiu, Highland Theological Institute w Elgin (Szkocja) i Chrześcijańskiej Akademii Teologicznej w Warszawie (magisterium w 2005).
W 2012 uzyskał na Wydziale Teologicznym ChAT stopień doktora nauk teologicznych na podstawie rozprawy pt. Abraham Kuyper (1837–1920) jako przedstawiciel kalwinistycznej teologii politycznej.

### Działalność
W 2003 roku został ordynowany na pastora Kościoła Chrześcijan Baptystów w RP. Początkowo pełnił obowiązki pastorskie w zborze w Toruniu, a od 2009 jest pastorem zboru w Sopocie. W 2009 został powołany na stanowisko redaktora naczelnego miesięcznika Słowo Prawdy oraz dyrektora Wydawnictwa „Słowo Prawdy”. Od 2010 pełni mandat członka Rady Kościoła Chrześcijan Baptystów w RP. 18 maja 2013 XXXV Krajowa Konferencja Kościoła wybrała go na urząd przewodniczącego Rady Kościoła na 4-letnią kadencję. Został tym samym pierwszym i jak dotąd jedynym Przewodniczącym Rady Kościoła (de facto – zwierzchnikiem) Kościoła Chrześcijan Baptystów, który jest konwertytą.
Jest członkiem Komisji Wspólnej Przedstawicieli Rządu RP i Polskiej Rady Ekumenicznej.
Był jednym z organizatorów Festiwalu Nadziei w Warszawie w 2014. Do rady Festiwalu należeli obok niego przedstawiciele innych Kościołów protestanckich w Polsce, jak i przedstawiciel Kościoła Rzymskokatolickiego, ks. Roman Trzciński.
15 stycznia 2015 roku został wybrany przewodniczącym Aliansu Ewangelicznego w RP.
Od 2005 wykładowca, a od 2013 roku prorektor Wyższego Baptystycznego Seminarium Teologicznego w Warszawie-Radości.
W wyborach parlamentarnych 2005 kandydował do Sejmu Rzeczypospolitej Polskiej z listy PJKM w okręgu toruńskim (otrzymał 67 głosów).
W czerwcu 2017 roku na XXXIX Krajowej Konferencji Kościoła został ponownie wybrany na urząd przewodniczącego Rady Kościoła w kadencji 2017–2021.
Wraz z innymi przywódcami polskich Kościołów ewangelicznych podpisał się pod otwartym listem przeciwko deklaracji LGBT+, którą podpisał prezydent Warszawy Rafał Trzaskowski.
Na 42. zjeździe Rady Kościoła, który odbył się 5 czerwca 2021 r. przestał pełnić funkcję przewodniczącego Rady Kościoła w związku z wyborem na to stanowisko Marka Głodka. Wichary był zwierzchnikiem kościoła łącznie dwie kadencje z rzędu.
Od 2020 roku pracuje w Tanzanii i Kenii prowadząc tam anglojęzyczny program studiów licencjackich WBST o nazwie International Theological College. W 2023 roku został prezydentem European Baptist Federation. 

## Publikacje
- Reformacja czy deformacja? Nauczanie Ruchu Trzeciej Fali w świetle zasad protestanckiej reformacji, Toruń 2007 ISBN 978-83-924848-0-6.
- Jeden Pan – jedna wiara – jeden chrzest. 150 lat baptyzmu na ziemiach polskich, (red.), Warszawa 2008
- Najczęstsze pytania o protestantyzm, Warszawa 2013
- „Cała rzeczywistość dla Chrystusa”. Abraham Kuyper (1837-1920) jako przedstawiciel kalwinistycznej teologii politycznej, Wydawnictwo Naukowe Semper, Warszawa 2014 ISBN 978-83-7507-166-5[10]
- Bóg dotrzymuje Słowa. Księga jubileuszowa Konstantego Wiazowskiego, (red. nauk.) Wydawnictwo Uczelniane Wyższego Baptystycznego Seminarium Teologicznego w Warszawie, Wydawnictwo Słowo Prawdy, Warszawa 2015 ISBN 978-83-88497-19-3